# فن کانال‌دار
فن کانال‌دار یا فن کانالی (به انگلیسی: ducted fan) داکتد فن آمیخته‌ای از یک پنکه یا فن با یک ساختار کانال در پیرامون آن است. در اینصورت پروانه در درون آن محفظهٔ کانال قرار می‌گیرد. وجود کانال از هدر رفتن رانش ایجاد شده توسط پروانه جلوگیری می‌کند. در صورت بکارگیری یک کانال در پیرامون فن یا پنکه یا پروانه، مهندس طراح صنعتی این مزیت را در اختیار دارد تا با تغییر زاویه یا سطح مقطع در پیرامون لبه‌های فن، میزان شتاب و فشار جریان هوا را بر اساس معادله برنولی افزایش یا کاهش دهد. فن کانال‌دار در صنعت هواگرد، کشتی هوایی، هاورکرفت، جت پک و غیره کاربرد دارد.

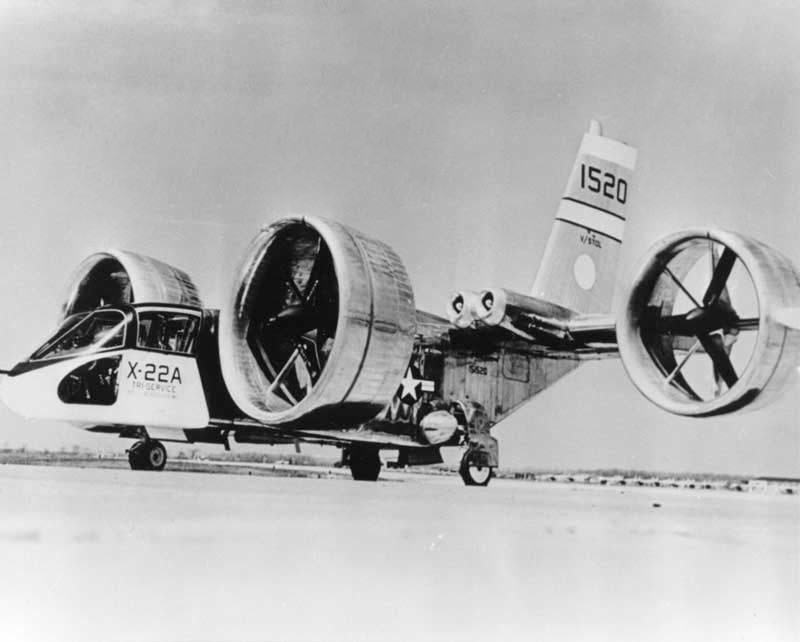
بل ایکس-۲۲
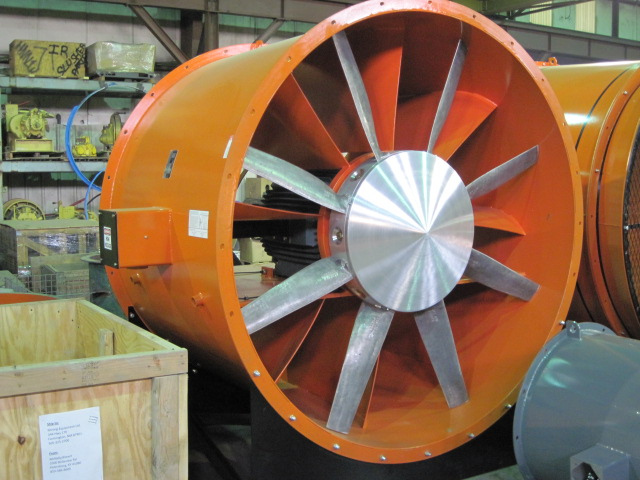
کانال یک موتور جت
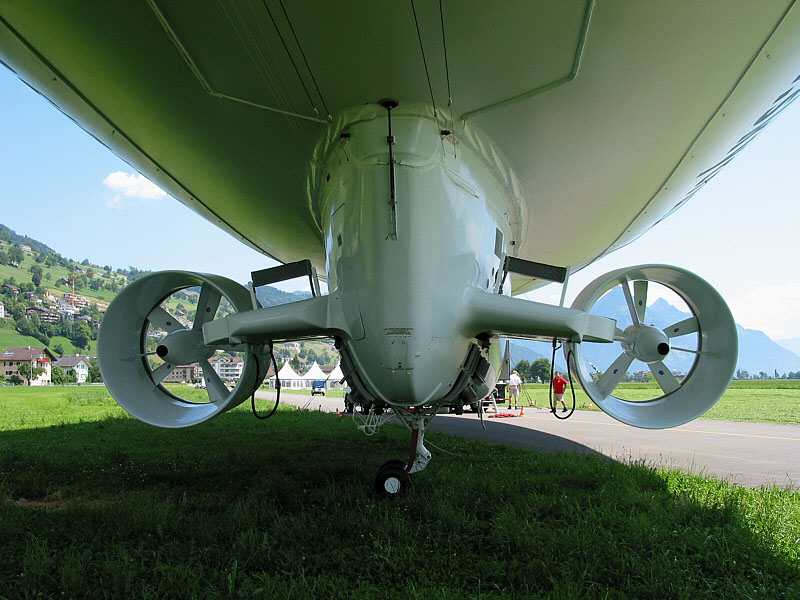
فن کانال‌دار در یک کشتی هوایی
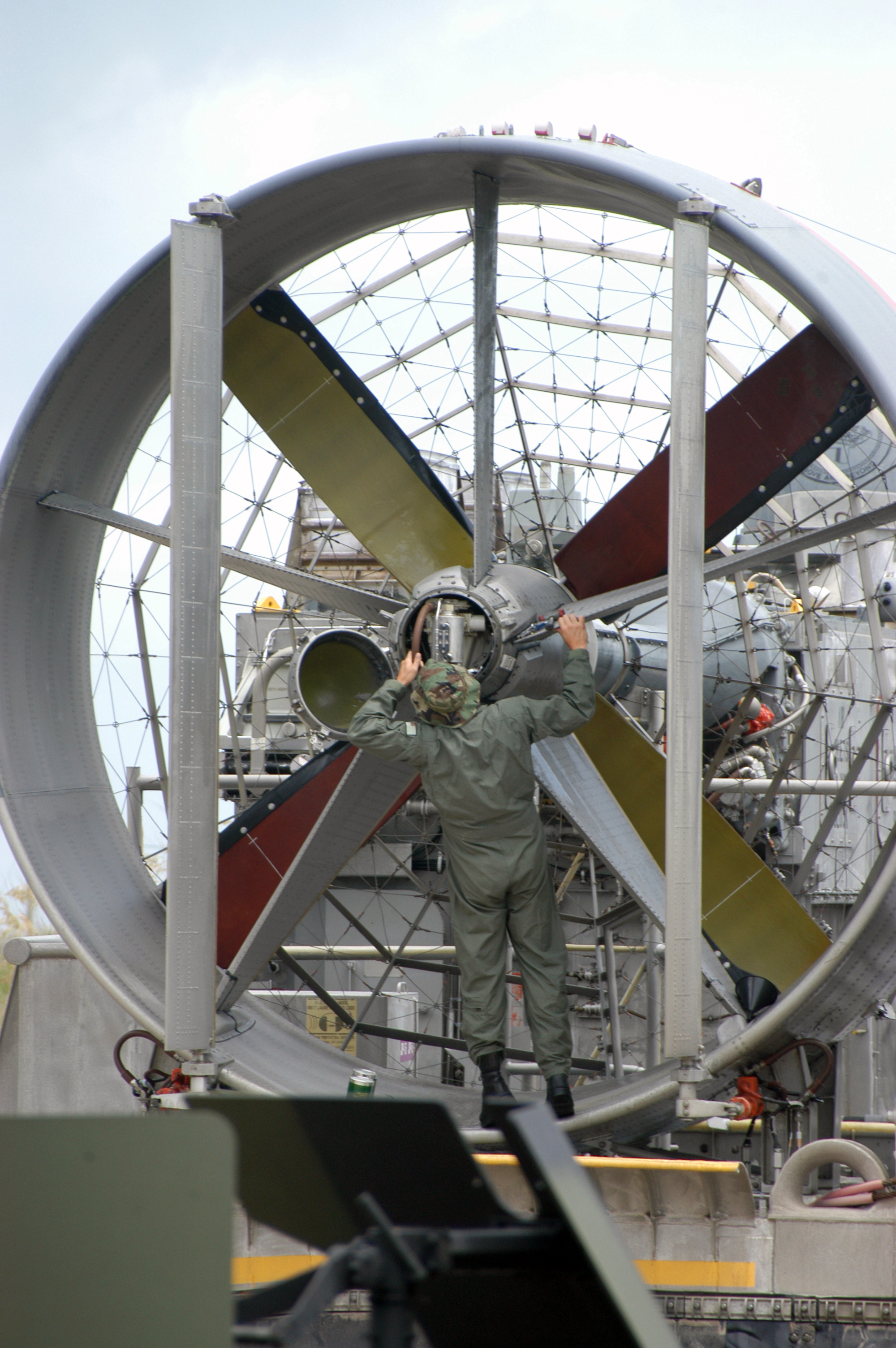
فن کانال‌دار در یک هاورکرفت